# 康斯坦西亚
康斯坦西亚（葡萄牙语：Constância），是葡萄牙圣塔伦区的一个市镇，总面积80.4平方公里，总人口4 056（2011年），人口密度50.47人/平方公里。
康斯坦西亚包含3个堂区。